# Ellenütemű demodulátor
Az ellenütemű demodulátor egy olyan demodulátor típus, ami amplitúdómodulált jelek demodulálására alkalmas.

## Felépítése
Az ellenütemű demodulátor két diódás demodulátor összeépítése. A diódás demodulátornál hatékonyabb, mivel az amplitúdómodulált jel burkológörbéjének mindkét felét hasznosítja.
- P1-P2 kapocs: bemenet, P1 ponton az AM jel, P2 földpotenciál
- C5: bemeneti leválasztókondenzátor, a vivőjel frekvenciáján kicsi az impedanciája
- D1-C1 : burkológörbét képez az AM jel negatív feléből
- D2-C2: burkológörbét képez az AM jel pozitív feléből
- R1-R2: munkaellenállások
- C3-C4: leválasztókondenzátorok, a demodulált jel frekvenciatartományában kicsi az impedanciájuk.
- P3-P5 kapocs: a burkológörbe negatív feléből képzett demodulált jel
- P4-P5 kapocs: a burkológörbe pozitív feléből képzett demodulált jel.
- A P3 és P4 kapcson kijövő jelek egymás tükörképei.

A demodulátor kialakítható feszültségkétszerező kapcsolással is, így nagyobb lesz a kimeneti jelszint: